# Wallrafplatz
Der Wallrafplatz ist ein Platz in der Kölner Altstadt-Nord und liegt zwischen Hohe Straße und Kölner Dom.

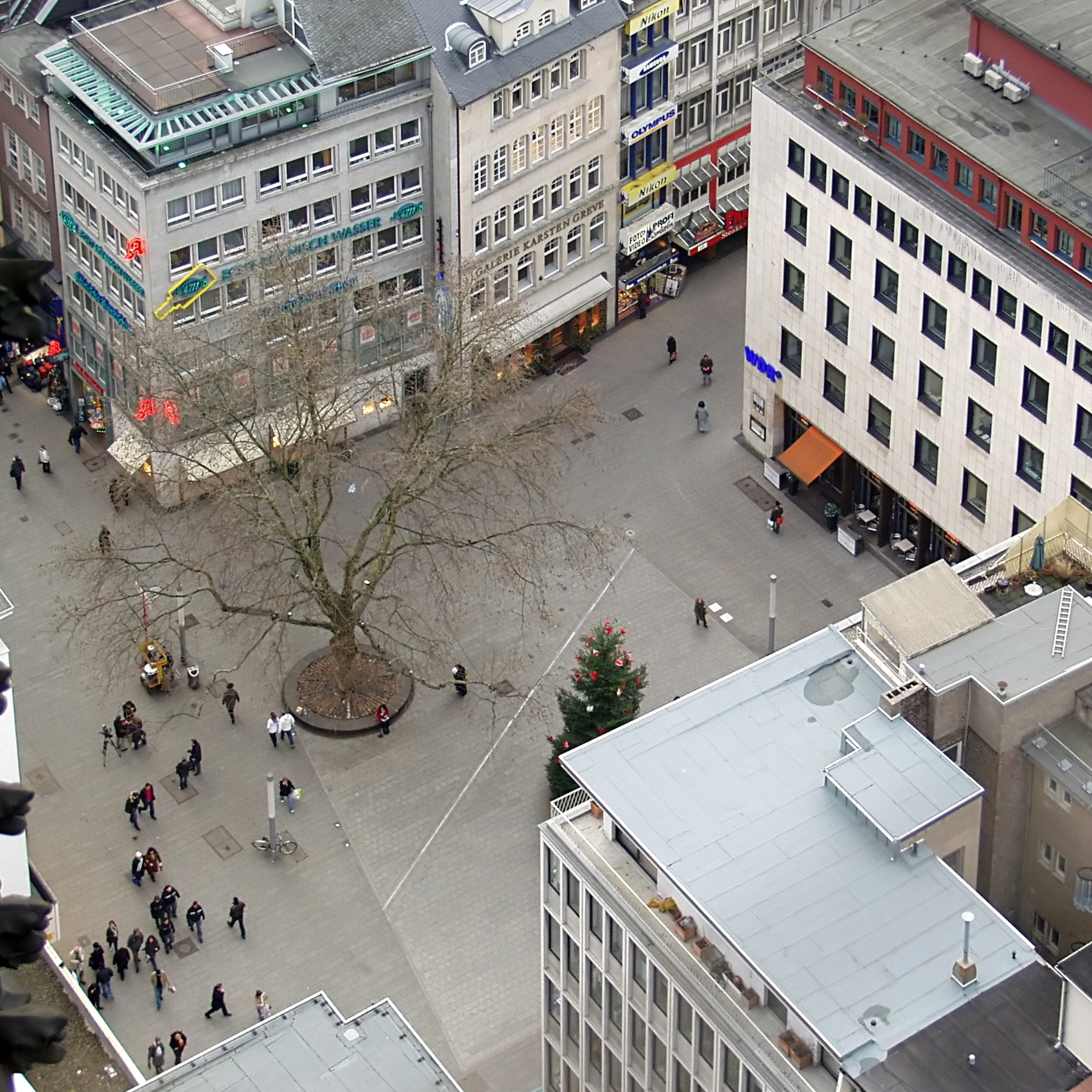
Blick vom Südturm des Kölner Doms. Links der Beginn der Hohe Straße, oben rechts das Funkhaus

## Geschichte

### Mittelalter

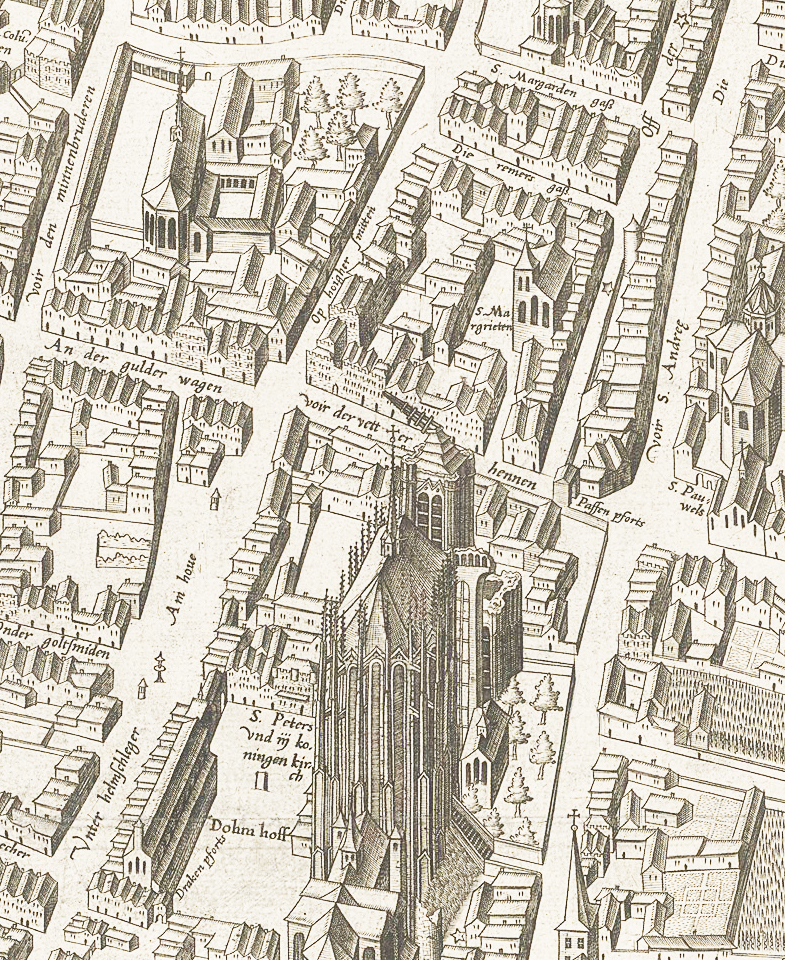
Arnold Mercators Kölner Stadtansicht von 1570 kartographierte den Wallrafplatz noch als Straßenkreuzung zwischen „An der gulder Wagen“/„Voir der vetter hennen“ und „Op hoigher smitten“/„Am Howe“

Wallrafplatz 3 – Häuser An der Hohen Schmiede 1614

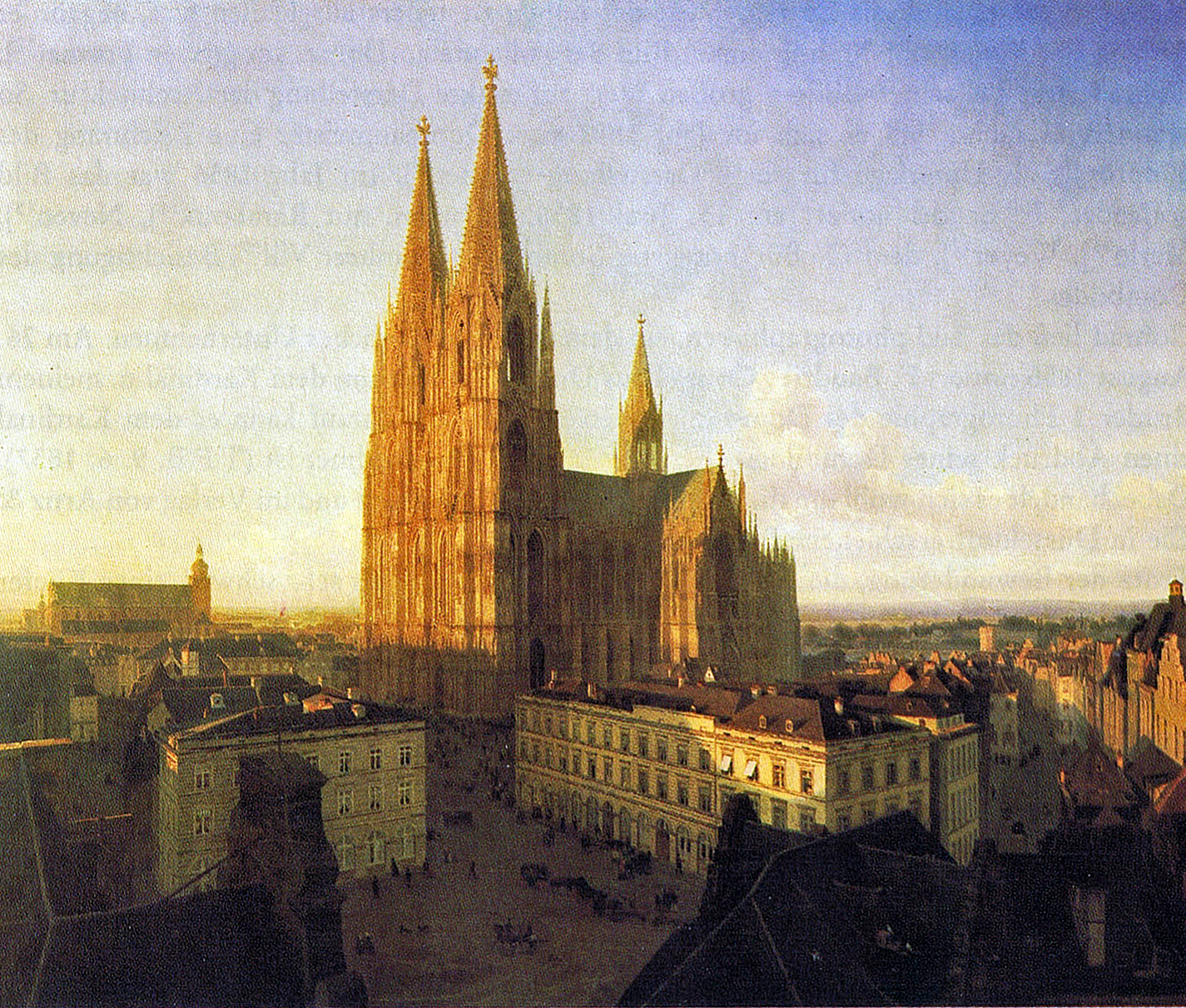
Carl Emanuel Conrad – Das große Dombild (1856) mit dem Wallrafplatz im Vordergrund

Im Mittelalter gab es an der Stelle des heutigen Wallrafplatzes keinen Platz, sondern die Straßenkreuzung „An der Hohen Schmiede“/Am Hof mit „An der gulder Wagen“ (der heutigen Hohe Straße)/Unter Fettenhennen. „An der Hohen Schmiede“ lagen so genannte Kettenhäuschen, die um 1554 entstanden. Die „Schmiede bei Haus Rom“ (heutiger Wallrafplatz Nr. 3; früher Hohe Straße 149) gab der Straße ihren Namen. Hier wohnte die Druckerfamilie Gymnich (Gymnicus). Westliches Nachbarhaus war das Haus „zum Bären“, als dessen ältester Besitzer 1255 in den Schreinsbüchern Christian Bere überliefert ist. Ein Anbau ist bereits 1258 verzeichnet und erhielt 1312 den Namen „zum kleinen Bären“. Am 22. Juni 1424 traf Maximilian I. mit dem Schiff in Köln ein und zog vom Dom kommend durch die Straße „An der Hohen Schmiede“. Das war auch ihr Name in Arnold Mercators Kölner Stadtansicht von 1570 („Op hoigher smitten“). Mercator kartografierte den – noch nicht vorhandenen – Wallrafplatz als Straßenkreuzung zwischen „An der gulder Wagen“ (heutige Hohe Straße)/„Voir der vetter hennen“ (Unter Fettenhennen) und „Op hoigher smitten“/„Am Howe“ (Am Hof).
In dieser Gegend etablierte sich später ein echtes Druckereiviertel. Johann Gymnich IV (Gymnicus; * um 1570 in Köln, † 1634 ebenda) kaufte im Dezember 1598 für 1200 Reichsthaler das Haus „Zum Bären an der hohen Schmiede“ und richtete hier ein Druckhaus ein, erwarb 1605 und 1608 die beiden Nachbarhäuser Ludtgen (erstmals 1496 erwähnt), um auf dem Gesamtareal 1614 einen Neubau mit Stufengiebeln unter dem Namen „Zum Einhorn“ errichten zu lassen (heutiger Wallrafplatz Nr. 3; früher: Hohe Straße 149). Das Haus „zum Einhorn“ bot generationsübergreifend Platz für Druckerbetriebe und -familien. Letzte Buchhändlerfamilie hier war die von Thomas Odendall, dessen Witwe noch 1778 Schriften vertrieb. In seinem Verlag erschien 1747 die „Bibliotheca Coloniensis“ des Jesuiten Joseph Hartzheim.

### Gründerzeit
Die 1363 errichtete Dompropstei lag ebenfalls „An der Hohen Schmiede“, und zwar an der Straßenkreuzung Unter Fettenhennen/Am Hof 1. Der Volksmund hatte die Straße Unter Fettenhennen nach einer dort seit dem Jahre 1400 stehenden Wirtschaft „zo der Hennen bei dem Domkloster“ benannt, eine dem Wirt Dietrich von Rheydt gehörenden Kneipe, der am 5. März 1448 auch urkundlich erwähnt wird. Der Straßenname tauchte danach in einer Steuerliste des Jahres 1478 als „zo vetterhennen“ auf. In Nr. 7 benannte Arnold Birckmann seine im Jahre 1511 gegründete Buchhandlung „In pingui gallina“ (in der fetten Henne) nach der Straße. Die baufällige Dompropstei stand seit 1794 leer, nachdem der damalige Kölner Dompropst Franz Graf Wilhelm Oettingen-Baldern (1725–1798) fliehen musste und seinen Amtssitz verlassen hatte. Der spätere Namensgeber des Wallrafplatzes, Ferdinand Franz Wallraf (1748–1824), letzter Rektor der alten Kölner Universität und Stifter einer umfangreichen Kunstsammlung, erhielt während der französischen Besatzung vom französischen Präfekten 1794 die Erlaubnis, in der leer stehenden Kölner Dompropstei mietfrei zu wohnen und dort seine Kunstsammlung aufzubewahren. Wallraf war für die französische Verwaltung von großer Bedeutung, denn er erhielt von ihr den Auftrag, die französischen Übersetzungen für die Kölner Straßennamen im ab 1. Januar 1813 geltenden Adressbuch „Itinéraire de Cologne“ zu liefern. Max Greven (Greven’s Adreßbuch-Verlag) übernahm vom Vater Wilhelm Greven die Vertretung des Pariser Hauses Ch. Christofle & Cie. (Nr. 2) und führte sie bis 1900 fort.

Wallrafplatz – Portal Dompropstei und Südturm des Domes (Zeichnung von Samuel Prout, 1824)
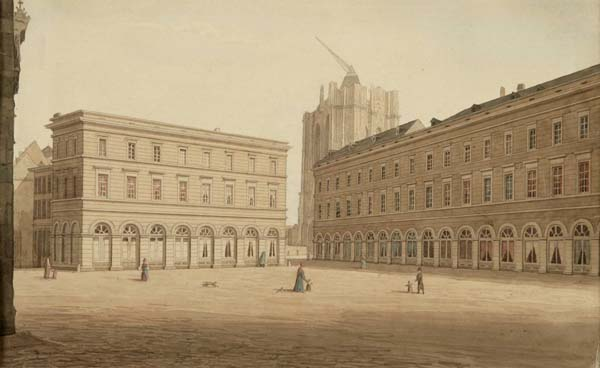
Die Platz 1838 mit dem im Bau befindlichen Dom im Hintergrund.
Wallrafplatz 3 – zum Einhorn (um 1900)
Wallrafplatz 5 – Hotel Monopol (um 1905)
Wallrafplatz mit Stollwerck-Haus (Postkarte um 1910)
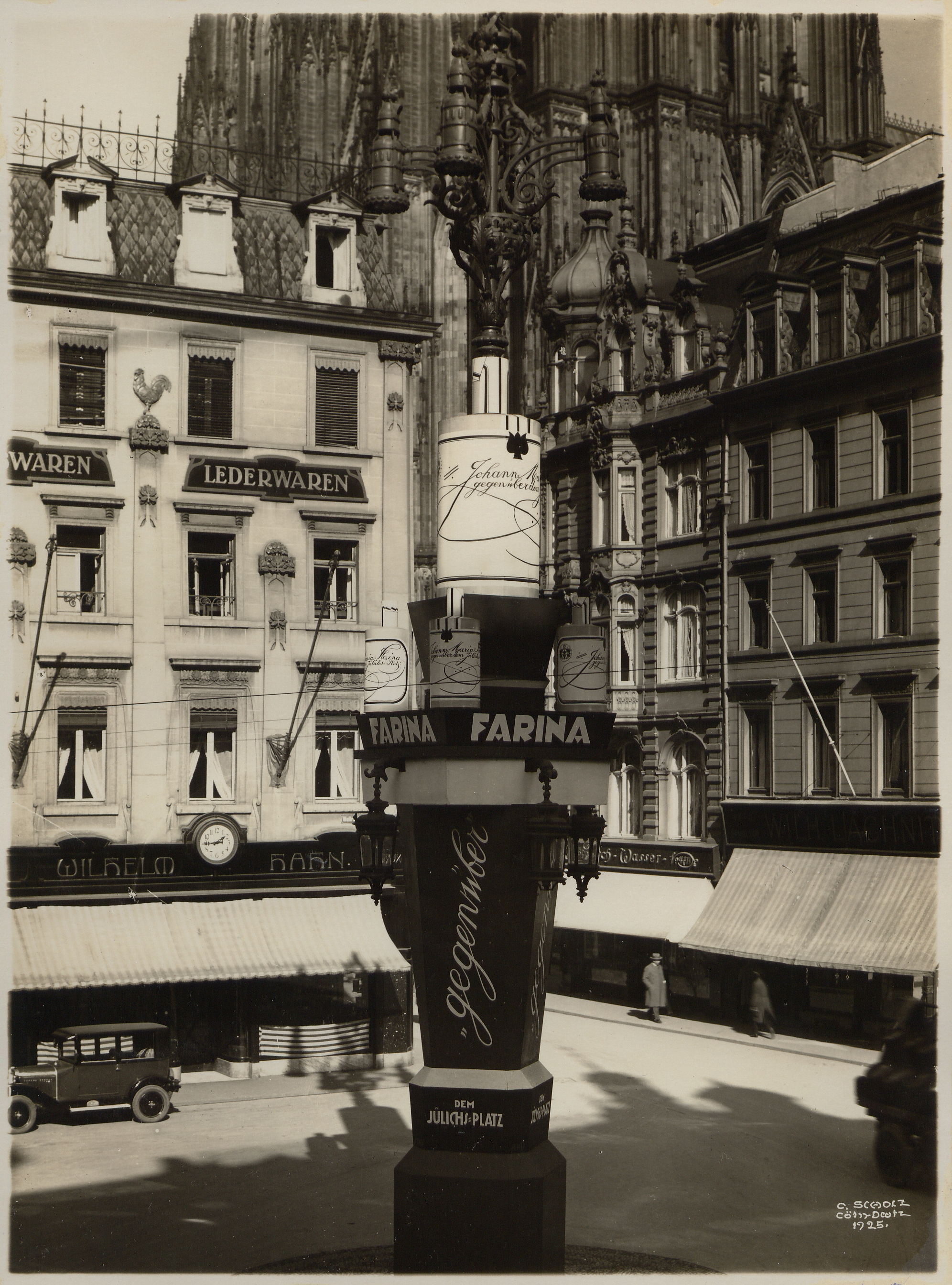
Wallrafplatz mit Werbesäule von „Farina gegenüber“ 1925...
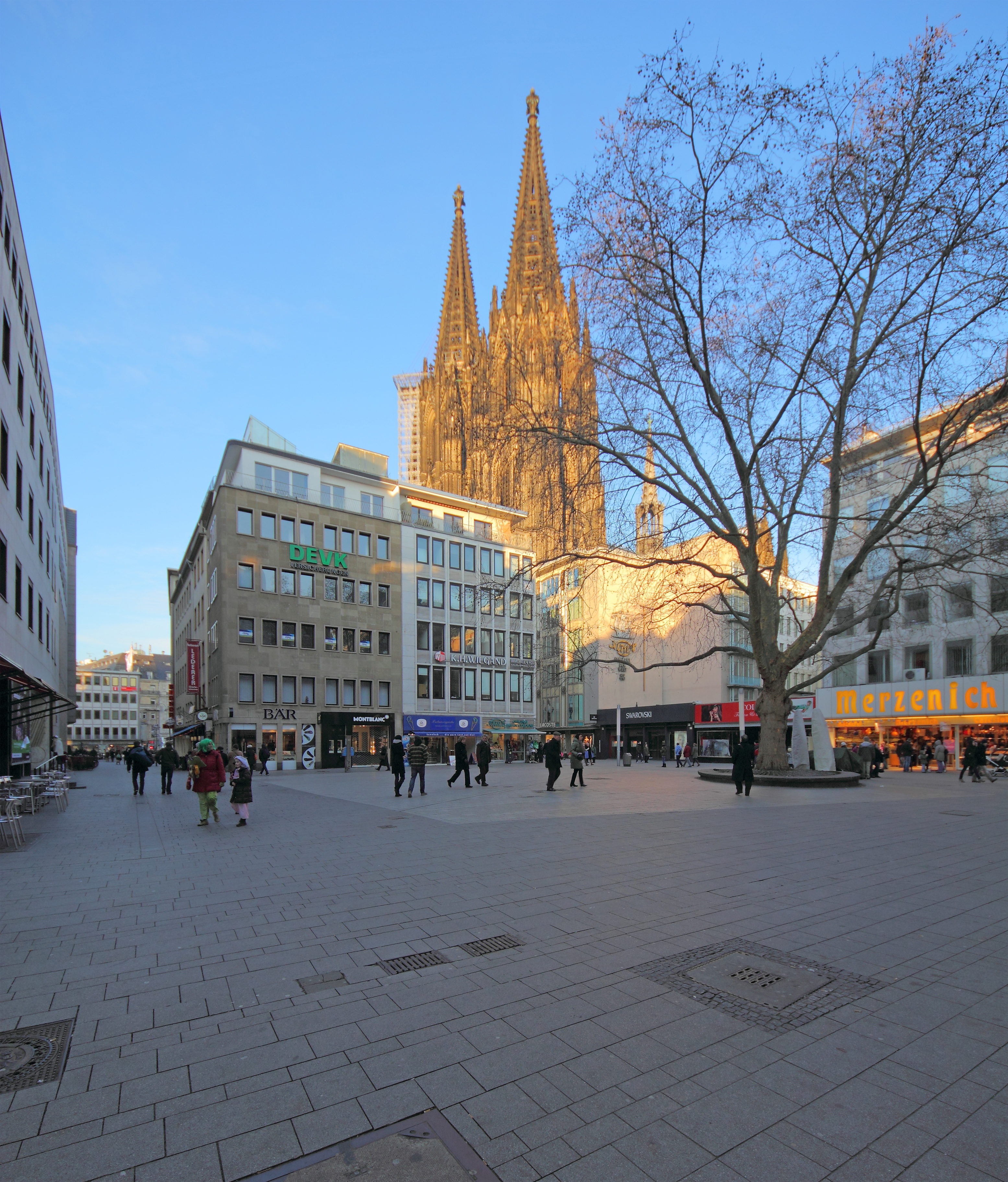
Wallrafplatz 2012
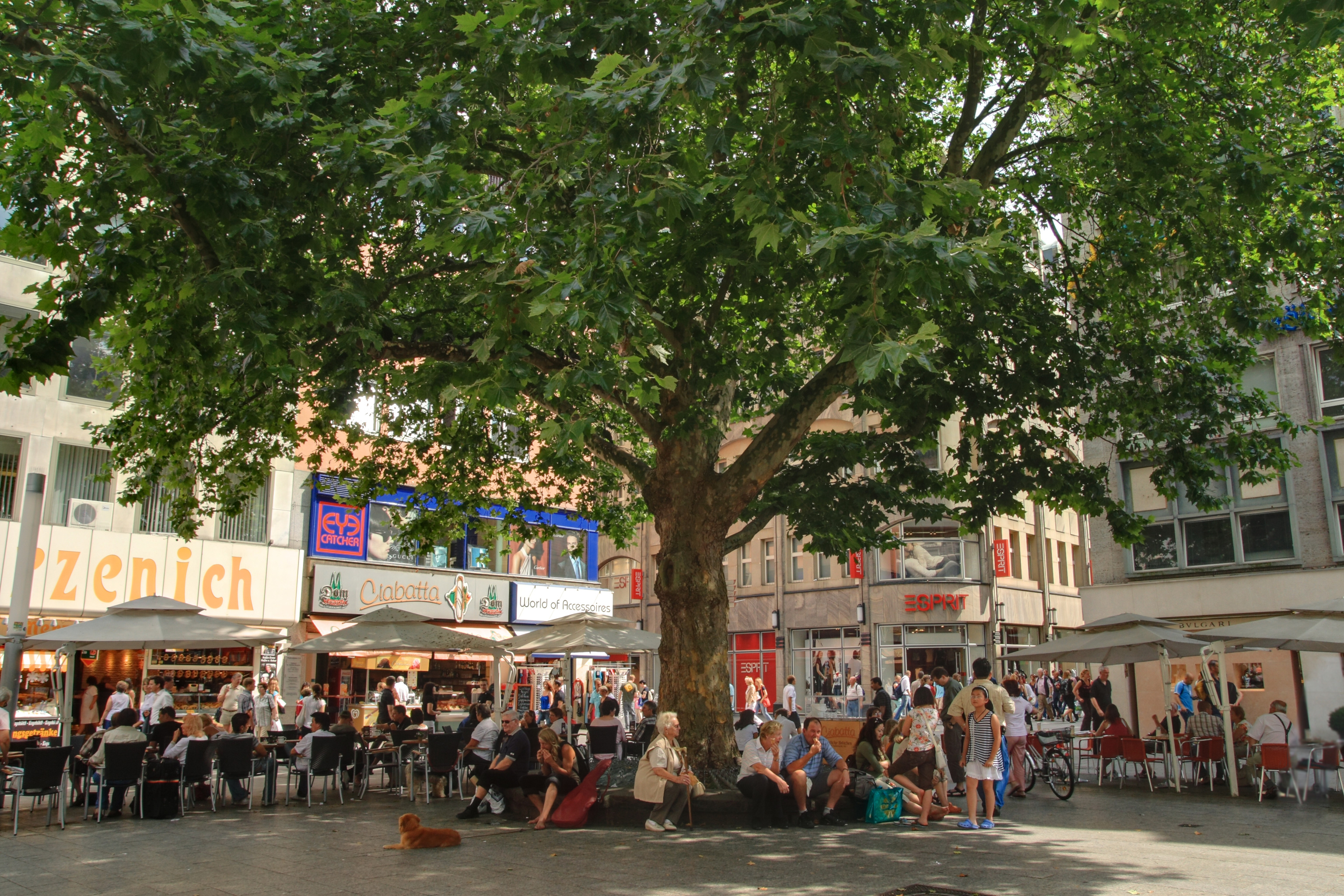
Die Platane im Sommer
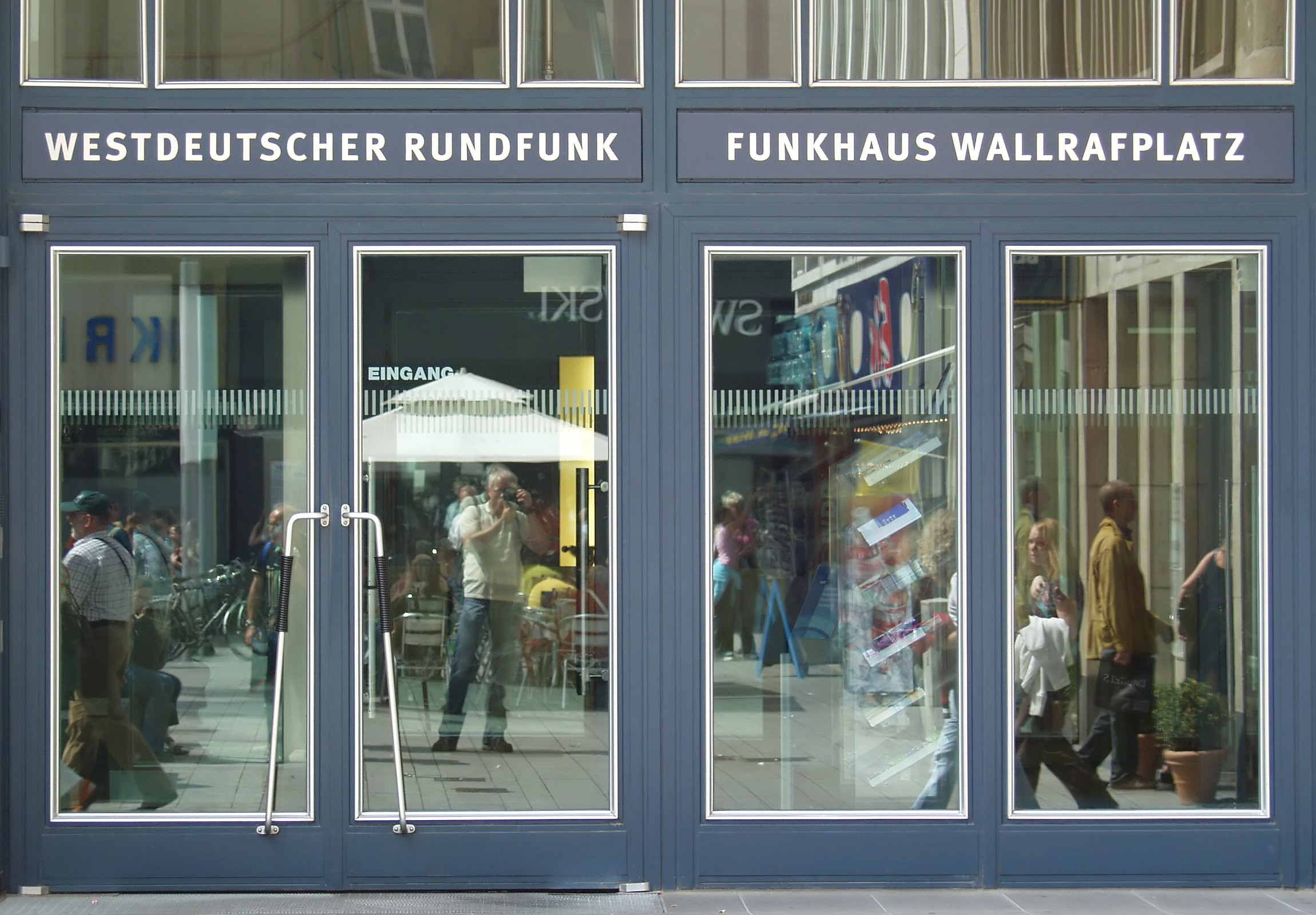
Eingang des 1952 eingeweihten WDR-Funkhauses

Die preußische Regierung duldete später die Mietverhältnisse Wallrafs und wies am 17. Juni 1823 einen Antrag der Stadt Köln ab, der Stadt das Areal als Eigentum zu überlassen. Auf Betreiben des Baurats Matthias Biercher erteilte die königliche Regierung am 11. Februar 1829 die Genehmigung, dass die Stadt mit dem Domkapitel die Dompropstei im Tausch gegen einen Bauplatz an der Burgmauer abreißen und hier einen Platz einrichten durfte. Nach dem Abriss der Propstei im Juni 1830 sollte an gleicher Stelle ein profaner Neubau entstehen; hier fand man bei Ausgrabungen drei römische Matronensteine.
Die nun freie Aussicht auf den – noch unfertigen – Dom fiel positiv auf, so dass man die Pläne für den Neubau verwarf, während die Bürger der Stadt das freie Areal zunehmend „Wallraf‘s-Platz“ nannten. Der Platz ermöglichte auch eine direkte Verbindung zwischen Hohe Straße und Domkloster. Baurat Biercher gelang es, diese Stelle als Sammel- und Ruheplatz vor dem Eintritt in die schmale Hohe Straße zu sichern. Bis 1830 entstanden insgesamt drei neue Plätze, die sich an die Hohe Straße anschlossen, nämlich der Augustiner-, Laurenz- und Wallrafplatz. Am 15. Februar 1831 fand auf dem neu angelegten Wallrafplatz erstmals eine Schausteller-Vorstellung statt. Am 29. März 1833 lieferte der Kölner Stadtbaumeister Johann Peter Weyer die Baupläne für den freiwerdenden Platz des abgebrochenen Hauses, in welchem Wallraf wohnte. Kaiser Wilhelm I. und Gattin Augusta fuhren am 15. Oktober 1880 zwecks Teilnahme an der Einweihung des Domes die Hohe Straße nordwärts und bogen unter spärlichem Applaus der Menge auf den Wallrafplatz ein, um mit der offenen Kutsche den Dom zu erreichen. Die Karte von Anton C. Greven aus dem Jahre 1888 berücksichtigt bereits den Wallrafplatz.
Durchgreifende bauliche Veränderungen des Architekturbildes erfolgten am Wallrafplatz ab 1895, als man zunächst den niedrigen klassizistischen Bau der Hofapotheke Johannes Wrede (Nr. 1; früher Hohe Straße 147) durch einen fünfgeschossigen Bau ersetzte. Die Familie Wrede betreibt an dieser Stelle bereits in der fünften Generation seit 1781 Apotheken. Das zweite Haus brannte 1943 aus, den Rest vernichteten im Jahre 1945 Bomben. Ab 1945 wird die Apotheke in einem Notbau behelfsmäßig an gleicher Stelle untergebracht. Auf die dringliche Bitte der Familie Wrede sollte die Hof-Apotheke wieder aufgebaut werden, so dass es bereits am 15. April 1946 zur Baugenehmigung für die Wiedererrichtung kam. Am 15. September 1954 beantragte Architekt Peter Neufert im Auftrag von Georg Wrede die Genehmigung für die Fertigstellung des Restaufbaues (drei weitere Obergeschosse und ein Dachgeschoss) der Hofapotheke. Das Luxushotel Monopol mit dem „Café Monopol“ – einem Treffpunkt progressiver Künstler – entstand zwischen 1899 und 1900 an Nr. 5 durch Architekt Ludwig Paffendorf, ein Umbau erfolgte 1927 durch Emil Fahrenkamp. Am 6. Dezember 1918 nahm der General der britischen Besatzungstruppen Charles Ferguson im Hotel Monopol Quartier, wo er am 12. Dezember 1918 den Kölner Oberbürgermeister Konrad Adenauer empfing.

### Neuzeit
Eine Pferdebahn verkehrte seit dem 1. Mai 1901 zwischen Wallrafplatz und Köln-Merheim genau vor dem Monopol-Hotel und bog in die Straße An der Rechtschule/Am Hof ein. Das im Zweiten Weltkrieg von einer Bombe getroffene, aber nicht vollständig zerstörte Nobelhotel bestimmte die spätere Geschossfläche und Geschosshöhe des hier neu errichteten WDR-Gebäudes Funkhaus am Wallrafplatz, denn die Hotel-Ruine wurde in den Neubau integriert. Dabei spielten sowohl Kostendruck als auch Materialknappheit eine Rolle. Baubeginn für die erste WDR-Gebäudegeneration war im April 1948, als weite Teile der Stadt noch in Trümmern lagen. Es handelte sich um die erste Großbaustelle nach dem Krieg in Köln. Dabei wurden die noch nutzbaren 25 Prozent der Bausubstanz des zerstörten Hotels durch den Architekten Peter Friedrich Schneider mit einbezogen. Am 21. Juni 1952 wurde das gesamte Funkhaus im Beisein von Bundespräsident Theodor Heuss und 700 weiteren Gästen offiziell feierlich eröffnet. Das Eingangsportal ist mit Notengravuren von Ludwig Gies (1952) verziert.
Historisch ebenso bedeutsam ist das an der Südostecke gelegene und am 27. April 1907 feierlich eingeweihte Stollwerck-Haus an der Ecke zur Hohe Straße (Nr. 160–168) mit einer Passage zur Straße Am Hof. An der Südseite des Wallrafplatzes erinnert am Beginn der Straße An der Rechtschule ein aus 1915 stammender Sandsteinbau als einziger an die frühere Bebauung, dem 1899 abgebrochenen Druckerei-Haus „zum Einhorn“. Der Kunstsalon Hermann Abels zog im Mai 1935 in die Nr. 6 neben die Galerie Dr. Andreas Becker in Nr. 4. Baulücken am kleinen Wallrafplatz gab es nun nicht mehr; er ist umringt von Wohn- und Geschäftsbauten.

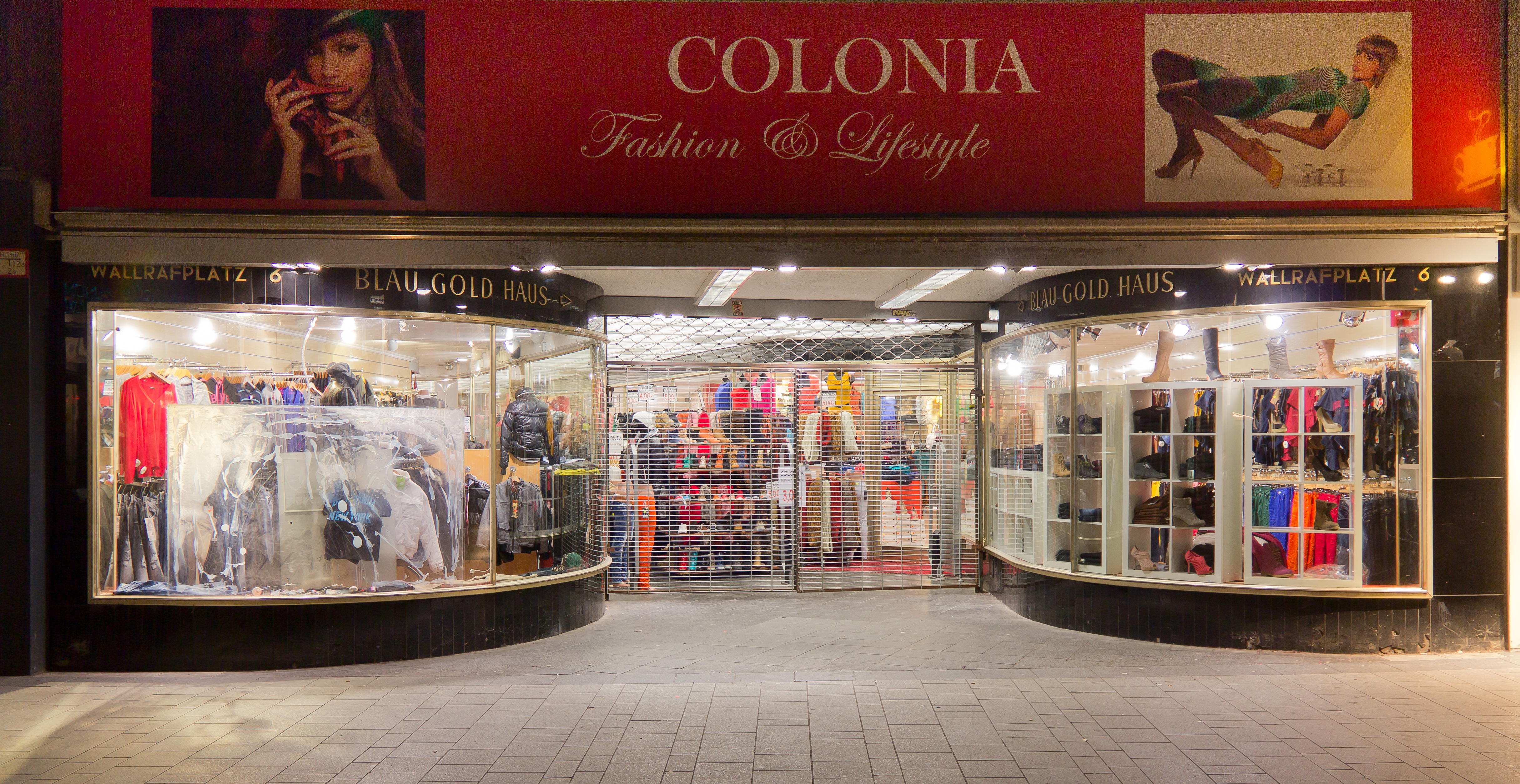
Wallrafplatz 6 – ehemalige Kristallpassage (Februar 2012)

Zahlreiche Luftangriffe auf Köln, insbesondere am 30./31 Mai 1942 und 2. März 1945, haben dem Gebäudebestand am Wallrafplatz hohe Schäden zugefügt. Nur die Ostseite des Platzes säumen heute eingeschossige Bauten (Nr. 2–4 und 6–8). Die südliche Baulücke hiervon (Nr. 6) wird durch ein Büro- und Geschäftshaus geschlossen, das Ende 2015 fertiggestellt sein soll. Dafür wurde im Januar 2013 die Kristallpassage (Nr. 6) abgerissen, sie entstand 1952 als eingeschossiger Bau in Einheit mit dem Blau-Gold-Haus (Domkloster 2) durch den Kölner Architekten Wilhelm Koep (1905–1999). In Nr. 8 befindet sich eine Swarovski-Boutique. Die Nummern 7 und 9 liegen an der Nordseite; es handelt sich um Wohn- und Geschäftshäuser.
Nachdem die Hohe Straße am 29. September 1967 zur Fußgängerzone erklärt wurde, verbot man nach 1969 auch den Kraftfahrverkehr auf dem Wallrafplatz, Am Hof und Unter Fettenhennen, wodurch Raum für Außengastronomie entstand. Gigi Campi und Alfred Biolek eröffneten in der ehemaligen WDR-Kantine im September 1997 das „campi im funkhaus“. Nach Campis Tod im Jahre 2010 führten die Kinder Ines und Paolo Campi das inzwischen als Instanz geltende Café weiter. Als am 15. Juni 2012 der Pachtvertrag mit dem WDR auslief, erfolgte im Dezember 2012 der Umzug zur Aachener Straße. Eine Platzsanierung bis August 2003 führte zur Neuverlegung der Bodenfläche von 3000 m² aus spanischem Granit.

## Sonstiges
Die Fernsehserie Der Spatz vom Wallrafplatz (Erstausstrahlung: 9. September 1969) ist nach dem Platz benannt. Der Spatz – mit offensichtlichem Berliner Hintergrund – erkundete von der einzigen auf dem Platz stehenden Platane aus die Gegend um den Wallrafplatz, um Kindern Alltagsgeschichten zu erklären. Die Serie endete nach 36 Folgen im Jahre 1976, weil die Menschenaufläufe bei den Dreharbeiten nicht mehr beherrschbar waren.

## Lage und Bedeutung
Der 123 Meter lange Platz liegt in der Domumgebung zwischen der weltbekannten Kathedrale, der Domplatte und der von Passanten nebst Touristen stark frequentierten Einkaufsmeile (Fußgängerzone) Hohe Straße, so dass er zu den belebtesten Kölner Plätzen gehört. Er bildet den Mittelpunkt zwischen den Luxusgeschäften am Domkloster und dem Touristenschwerpunkt Kölner Dom sowie der Hohen Straße. Neben der Hohen Straße gibt es Zugänge vom Wallrafplatz zu den Straßen Am Hof, An der Rechtschule, Domkloster/Roncalliplatz und Unter Fettenhennen. In der Nähe liegen die U-Bahnhöfe Dom/Hauptbahnhof und Appellhofplatz.